# Tamilische Seifenoper
Tamilische Seifenopern (tamilisch: தமிழ் தொலைக்காட்சி தொடர்கள்/தமிழ் மெகா தொடர்கள்) sind Fernsehserien in tamilischer Sprache, die in Indien, Singapur, Malaysia und Sri Lanka ausgestrahlt werden.
Tamilische Seifenopern kennzeichnet, dass sie regelmäßig nur von jeweils einem Regisseur und einem Drehbuchautor verantwortet werden. Die Serien haben dadurch wie alle Seifenopern einen großen erzählerischen und visuellen Wiedererkennungswert. Sie sind in Indien sehr populär bei der tamilischsprachigen Minderheit. Erfolgreiche Serien werden in Hindi untertitelt oder neu eingesprochen und auch in vielen anderen Landesteilen Indiens mit großem Erfolg ausgestrahlt. Seifenopern sind eines der erfolgreichsten Fernsehformate in Indien.
Tamilische Seifenopern bestehen wie in den meisten Ländern in der Regel aus 100 bis 1500 Folgen und dauern einschließlich Werbepausen etwa dreißig Minuten lang, mit fünf bis sechs Episoden pro Woche. Aufgrund der langjährigen Laufzeit und großen Anzahl der Episoden werden sie auch als „mega-serials“ (Megaserien) bezeichnet. Die Folgen werden ab 11 Uhr bis 15:30 Uhr, Prime-Time-Serien ab 20:30 Uhr, ausgestrahlt.
Bekannte Serien sind unter anderem Deivam Thandha Veedu (Ausstrahlungsbeginn Juli 2013), Uyirmei (Ausstrahlungsbeginn August 2014), Kalyanam Mudhal Kadhal Varai (Ausstrahlungsbeginn November 2014), Chandrakumari (Ausstrahlungsbeginn Dezember 2018) und Lakshmi Stores (Ausstrahlungsbeginn Dezember 2018).
Das Familien- und insbesondere Frauenbild, das tamilische Fernsehserien transportieren, wurde vielfach analysiert und sowohl als zu konservativ als auch zu progressiv kritisiert. Viele tamilische Seifenopern basieren auf dem Handlungsschema „Schwiegermutter-trifft-Schwiegertochter“ oder „Mann-trifft-Frau“.